# Kasperi Kapanen
Kasperi Kapanen (Kuopio, Finlandia, 23 de julio de 1996), apodado Kappy, Kap o Kapstar, es un jugador profesional finlandés de hockey sobre hielo que se desempeña en la posición de extremo derecho en Edmonton Oilers, equipo de la National Hockey League (NHL).

## Carrera
Fue seleccionado en la primera ronda en la NHL Entry Draft de 2014. En 2015 hizo su debut profesional con el equipo Toronto Maple Leafs, en el cual jugó cinco temporadas (2015-2020), después pasó a Pittsburgh Penguins (2020-2022), luego a St. Louis Blues, donde lleva jugando dos temporadas.